# インドキシル
インドキシル (Indoxyl) は、インドールの3位にヒドロキシル基が置換した化学式がC8H7NOの複素環式化合物である。オキシインドールの構造異性体で、油状の液体として得られる。
配糖体のインディカンのアグリコンであり、インディカンを加水分解するとβ-D-グルコースとともに得られる。
インディゴは、大気中の酸素のような穏やかな酸化剤によるインドキシルの反応から合成される。